# Karel Čulík (politik)
Karel Čulík, uváděn též jako Karel Czulík (2. března 1822 Strupčice – 24. května 1912 Královské Vinohrady), byl rakouský a český právník, notář a politik, v 70. letech 19. století poslanec Českého zemského sněmu.

## Biografie
Vystudoval gymnázium a pak práva na vysoké škole. 27. října 1846 nastoupil jako praktikant ke kriminálnímu soudu v Praze. 15. listopadu 1847 byl jmenován akcesistou u patrimoniálního úřadu ve Vysokém Chlumci. 28. března 1850 se stal auskultantem a 26. března 1851 adjunktem u soudu v Třebíči a Svitavách, později v Kyjově. 3. února 1857 byl na vlastní žádost jmenován notářem v rámci nové organizace notářské profese v Rakousku. Působil v Černém Kostelci (notářskou kancelář zde otevřel 26. května 1856), později v Nových Benátkách, Karlíně a na Královských Vinohradech, kde pak sídlil po 40 let. Výkon notářské profese opustil teprve rok před smrtí, tedy ve věku téměř 90 let. Působil jako viceprezident české notářské komory.
Byl aktivní i ve veřejném životě. Ve všech místech, kde pobýval, byl volen do obecní samosprávy. Stal se historicky prvním okresním starostou v okrese Nové Benátky. Získal Řád Františka Josefa. Černý Kostelec mu udělil čestné občanství. Byl členem staročeské strany (Národní strana).
V 70. letech 19. století se zapojil do zemské politiky. V doplňovacích volbách roku 1875 byl zvolen na Český zemský sněm v městské kurii (obvod Čáslav – Chotěboř – Golčův Jeníkov). V rámci tehdejší politiky české pasivní rezistence ale křeslo nepřevzal, byl pro absenci zbaven mandátu a následně manifestačně zvolen v doplňovacích volbách roku 1876.
Zemřel roku 1912 na Královských Vinohradech a byl pohřben na Olšanských hřbitovech.